# Gino Salica
Gino Salica (Tagliacozzo, 1952) è un ingegnere italiano, presidente della Fiorentina dal 2002 al 2004.

## Biografia
Laureato ingegnere chimico, ha iniziato a lavorare per la Eni, per la quale ha scavato pozzi di petrolio. In seguito è divenuto uomo di fiducia di Diego Della Valle, occupandosi della gestione del patrimonio delle sue aziende, come la Hogan e la Tod's.
Con l'acquisizione della Fiorentina da parte dell'imprenditore marchigiano, ha assunto la carica di presidente della società, carica che ha mantenuto fino al 18 dicembre 2004, quando Andrea Della Valle, fratello di Diego, assume la massima carica del club. Salica è consigliere nel consiglio di amministrazione dei Viola; la squadra vince la Serie C2 2002-2003 e conquista poi una promozione dalla Serie B alla A. Dal 2017 è tornato ad avere un ruolo ufficiale nella ACF Fiorentina, con la nomina di Vice-presidente.